# François Logen
François Logen (Seraing, 15 juli 1876 - Jemeppe-sur-Meuse, 3 oktober 1951) was een Belgisch senator.

## Levensloop
Logen was beroepshalve boekhouder. Hij werd gemeenteraadslid van Jemeppe-sur-Meuse.
Hij werd senator voor de socialistische partij (BWP/BSP):
- van 1932 tot 1936 voor het arrondissement Luik, als opvolger van de overleden Remy Damas,
- van 1936 tot 4 oktober 1944 als provinciaal senator voor Luik; hij nam ontslag en werd opgevolgd door Léon-Eli Troclet,
- van 4 oktober 1944 tot 1949 voor het arrondissement Luik, als opvolger van de overleden Hubert Rogister.

Hij gaf impulsen voor de oprichting van gilden van socialistische coöperatrices.
Er is een Rue François Logen in Seraing.

## Publicatie
- Cours de coopération, Centre d'études coöpératives, 1948.